# Yannick Tregaro
Yannick Tregaro (Gunnared - Göteborg, 26 maart 1978) is een Zweedse atletiektrainer en voormalige atleet. Tregaro was een hoogspringer, die de finale op het wereldkampioenschap hoogspringen haalde. Tregaro leeft samen met de Zweedse hoogspringster Emma Green. Hij is niet slechts de coach van Green, maar ook van Christian Olsson. Bovendien coachte hij de inmiddels gestopte Kajsa Bergqvist.

## Biografie

### Coach van Christian Olsson
Nadat zijn (en Christian Olssons) coach Viljo Nousiainen in 1999 was overleden, werd Tregaro de coach van Olsson, die toen een veelbelovende kampioen in het hink-stap-springen was.
Olsson bereikte zijn eerste 'bekendheid', toen hij een zilveren medaille won op het wereldkampioenschap van 2001 te Edmonton. Tregaro coachte Olsson naar een gouden medaille op het wereldkampioenschap in 2003 te Parijs (Saint-Denis). En Olsson won onder andere daardoor de Waterford Crystal European Athlete of the Year (Europees atleet van het jaar).
In 2004 coachte Tregaro Olsson naar een gouden medaille bij het hink-stap-springen op de Olympische Spelen van Athene in 2004. Eerder dat jaar verbeterde Olsson het wereldrecord door met 17,83 m een gouden medaille te winnen op de wereldindoorkampioenschappen. Olsson won ook de Waterford Crystal European Athlete of the Year (Europese atleet van het jaar) voor het tweede jaar.

### Coach van Kajsa Bergqvist
Sinds de herfst van 2003 coachte Tregaro ook de Zweedse hoogspringster Kajsa Bergqvist, die eerder dat jaar een gouden medaille had gewonnen op de wereldindoorkampioenschappen. Bergqvist blesseerde haar achillespees in juli 2004. Ze maakte haar comeback door een gouden medaille te winnen op het wereldkampioenschap in 2005 te Helsinki. Op 7 januari 2008 zette Bergqvist een punt achter haar atletiekcarrière.

### Coach van Emma Green
Tregaro is ook de trainer van zijn vriendin Emma Green, die een bronzen medaille behaalde op het wereldkampioenschap in 2005, eveneens bij het hoogspringen. Dat maakt hem tot een van de meest succesvolle coaches van het moment.